# 門馬寛明
門馬寛明（もんま かんめい、1921年1月18日 - 2008年8月25日）は、日本の占い師、占星術師。
1921年1月18日6時12分に樺太にて出生、宣教師として活動していたが占星術に出会い研究を積みプロとして活動を行うようになる。占星術研究家として活動し執筆などを行なった。1966年に『西洋占星術』を執筆した。そののちに、明暗塾を開設し後進の指導にあたる。日本占星学協会会長などを務めた。

## 著書
- 『西洋占星術 あなたを支配する宇宙の神秘』光文社カッパ・ブックス 1966　のち文庫
- 『ジプシー占い あなたの明日を、ランプが予言する』光文社カッパ・ブックス 1968
- 『恋をつかむ相性占い』ベストセラーズ ワニの豆本 1977
- 『LOVE占星術 あなたは、だれとピッタリか』（カッパ・ブックス）1979
- 『西洋数秘術入門 あなたを支配する数の神秘』東邦出版社 1980
- 『複式西洋占星術 サン・サインと12宮による細密星座占い』永岡書店 1980
- 『ときめき細密占星術 仕事・恋愛・お金・健康・レジャー 毎日ドキドキ!』JICC出版局 宝島星座ブックス 1986